# Oneirodes
Oneirodes é um género de peixes da região abissal dos oceanos pertencente à família Oneirodidae.

## Espécies
Na sua presente [8circunscrição taxonómica]] o géneros Oneirodes inclui 40 espécies validamente descritas:
- Oneirodes acanthias (C. H. Gilbert, 1915) (Spiny dreamer)
- Oneirodes alius Seigel & Pietsch, 1978
- Oneirodes amaokai H. C. Ho & Kawai, 2016 (Amaoka's dreamer) [2]
- Oneirodes anisacanthus (Regan, 1925)
- Oneirodes basili Pietsch, 1974
- Oneirodes bradburyae M. G. Grey, 1956
- Oneirodes bulbosus W. M. Chapman, 1939
- Oneirodes carlsbergi (Regan & Trewavas, 1932)
- Oneirodes clarkei Swinney & Pietsch, 1988
- Oneirodes cordifer Prokofiev, 2014 [3]
- Oneirodes cristatus (Regan & Trewavas, 1932)
- Oneirodes dicromischus Pietsch, 1974
- Oneirodes epithales J. W. Orr, 1991
- Oneirodes eschrichtii Lütken, 1871
- Oneirodes flagellifer (Regan & Trewavas, 1932)
- Oneirodes haplonema A. L. Stewart & Pietsch, 1998
- Oneirodes heteronema (Regan & Trewavas, 1932)
- Oneirodes kreffti Pietsch, 1974
- Oneirodes luetkeni (Regan, 1925)
- Oneirodes macronema (Regan & Trewavas, 1932)
- Oneirodes macrosteus Pietsch, 1974
- Oneirodes melanocauda Bertelsen, 1951
- Oneirodes micronema Grobecker, 1978
- Oneirodes mirus (Regan & Trewavas, 1932)
- Oneirodes myrionemus Pietsch, 1974
- Oneirodes notius Pietsch, 1974
- Oneirodes parapietschi Prokofiev, 2014 [4]
- Oneirodes pietschi H. C. Ho & K. T. Shao, 2004
- Oneirodes plagionema Pietsch & Seigel, 1980
- Oneirodes posti Bertelsen & Grobecker, 1980
- Oneirodes pterurus Pietsch & Seigel, 1980
- Oneirodes quadrinema H. C. Ho, Kawai & Amaoka, 2016[2]
- Oneirodes rosenblatti Pietsch, 1974
- Oneirodes sabex Pietsch & Seigel, 1980
- Oneirodes schistonema Pietsch & Seigel, 1980
- Oneirodes schmidti (Regan & Trewavas, 1932)
- Oneirodes sipharum Prokofiev, 2014 [4]
- Oneirodes theodoritissieri Belloc, 1938
- Oneirodes thompsoni (L. P. Schultz, 1934) (Alaska dreamer)
- Oneirodes thysanema Pietsch & Seigel, 1980